# Passo di Antrona
Il passo di Antrona (detto anche passo di Saas, oppure in tedesco Antronapass o  Saaserberg od ancora Saaserfurka, 2.838 m s.l.m.) è un valico alpino che collega l'italiana valle Antrona con la svizzera Saastal.

## Storia
Ha avuto un'importanza storica di collegamento tra le vallate italiane e svizzere  prima della costruzione della strada del passo del Sempione avvenuta nel 1805.